# Copa Africana de Naciones 1996
La Copa Africana de Naciones 1996 fue la XX edición del torneo africano de fútbol más importante de selecciones. Se realizó en Sudáfrica entre el 13 de enero y el 3 de febrero de 1996 y por primera vez contó con la participación de 16 selecciones nacionales, 4 más que en la edición anterior.
La selección anfitriona ganó el torneo tras derrotar a Túnez en la final por 2-0, siendo este el primer título para los Bafana Bafana.

## Sedes
| Johannesburg       | Johannesburg Durban Bloemfontein Port Elizabeth | Durban             |
| ------------------ | ----------------------------------------------- | ------------------ |
| FNB Stadium        | Johannesburg Durban Bloemfontein Port Elizabeth | Kings Park Stadium |
|                    | Johannesburg Durban Bloemfontein Port Elizabeth |                    |
| Capacidad: 80,000  | Johannesburg Durban Bloemfontein Port Elizabeth | Capacidad: 52,000  |
| Bloemfontein       | Johannesburg Durban Bloemfontein Port Elizabeth | Port Elizabeth     |
| Free State Stadium | Johannesburg Durban Bloemfontein Port Elizabeth | EPRFU Stadium      |
|                    | Johannesburg Durban Bloemfontein Port Elizabeth |                    |
| Capacidad: 40,000  | Johannesburg Durban Bloemfontein Port Elizabeth | Capacidad: 33,852  |

## Participantes
| - Argelia - Angola - Burkina Faso - Camerún | - Costa de Marfil - Egipto - Gabón - Ghana | - Liberia - Mozambique - Nigeria (Campeón Defensor) - Sierra Leona | - Sudáfrica (Anfitrión) - Túnez - Zaire - Zambia |

## Fase de grupos

### Grupo A
| Pos. | Equipo        | Pts. | PJ | G | E | P | GF | GC | Dif. | Clasificación    |
| ---- | ------------- | ---- | -- | - | - | - | -- | -- | ---- | ---------------- |
| 1    | Sudáfrica (H) | 6    | 3  | 2 | 0 | 1 | 4  | 1  | +3   | Cuartos de final |
| 2    | Egipto        | 6    | 3  | 2 | 0 | 1 | 4  | 3  | +1   | Cuartos de final |
| 3    | Camerún       | 4    | 3  | 1 | 1 | 1 | 5  | 7  | −2   |                  |
| 4    | Angola        | 1    | 3  | 0 | 1 | 2 | 4  | 6  | −2   |                  |

 Fuente: [cita requerida]
| 13 de enero de 1996 | Sudáfrica                                          | 3:0 (2:0) | Camerún | Estadio Soccer City, Johannesburgo                       |                                                          |
|                     | Phil Masinga 15' · Williams 37' · John Moshoeu 55' |           |         | Asistencia: 75.000 espectadores Árbitro(s): Said Belqola | Asistencia: 75.000 espectadores Árbitro(s): Said Belqola |

| 15 de enero de 1996 | Egipto                | 2:1 (2:0) | Angola        | Estadio Soccer City, Johannesburgo                             |                                                                |
|                     | Ahmed El-Kass 30' 33' |           | Quinzinho 77' | Asistencia: 6.000 espectadores Árbitro(s): Sidi Bekaye Magassa | Asistencia: 6.000 espectadores Árbitro(s): Sidi Bekaye Magassa |

| 18 de enero de 1996 | Camerún                                              | 2:1 (1:0) | Egipto        | Estadio Soccer City, Johannesburgo                       |                                                          |
|                     | François Omam-Biyik 36' (pen.) · Alphonse Tchami 59' |           | Aly Maher 48' | Asistencia: 4.000 espectadores Árbitro(s): Lim Kee Chong | Asistencia: 4.000 espectadores Árbitro(s): Lim Kee Chong |

| 20 de enero de 1996 | Sudáfrica    | 1:0 (0:0) | Angola | Estadio Soccer City, Johannesburgo                         |                                                            |
|                     | Williams 57' |           |        | Asistencia: 28.000 espectadores Árbitro(s): Fethi Boucetta | Asistencia: 28.000 espectadores Árbitro(s): Fethi Boucetta |

| 24 de enero de 1996 | Sudáfrica | 0:1 (0:1) | Egipto           | Estadio Soccer City, Johannesburgo                             |                                                                |
|                     |           |           | Ahmed El-Kass 7' | Asistencia: 20.000 espectadores Árbitro(s): Lucien Bouchardeau | Asistencia: 20.000 espectadores Árbitro(s): Lucien Bouchardeau |

| 24 de enero de 1996 | Angola                                       | 3:3 (1:1) | Camerún                                                           | Estadio Soccer City, Johannesburgo                          |                                                             |
|                     | Joni 38' (pen.) · Paulao 57' · Quinzinho 80' |           | François Omam-Biyik 25' · George Mouyeme 82' · Helder Vicente 90' | Asistencia: 6.000 espectadores Árbitro(s): Mohamed Kouradji | Asistencia: 6.000 espectadores Árbitro(s): Mohamed Kouradji |

### Grupo B
| Pos. | Equipo       | Pts. | PJ | G | E | P | GF | GC | Dif. | Clasificación    |
| ---- | ------------ | ---- | -- | - | - | - | -- | -- | ---- | ---------------- |
| 1    | Zambia       | 7    | 3  | 2 | 1 | 0 | 9  | 1  | +8   | Cuartos de final |
| 2    | Argelia      | 7    | 3  | 2 | 1 | 0 | 4  | 1  | +3   | Cuartos de final |
| 3    | Sierra Leona | 3    | 3  | 1 | 0 | 2 | 2  | 7  | −5   |                  |
| 4    | Burkina Faso | 0    | 3  | 0 | 0 | 3 | 3  | 9  | −6   |                  |

 Fuente: [cita requerida]
| 14 de enero de 1996 | Zambia | 0:0 | Argelia | Estadio Free State, Bloemfontein                       |  |
|                     |        |     |         | Asistencia: 9.000 espectadores Árbitro(s): Ali Bujsaim |  |

| 15 de enero de 1996 | Sierra Leona                                 | 2:1 (1:0) | Burkina Faso             | Free State Stadium, Bloemfontein                   |                                                    |
|                     | John Gbassay Sessay 11' · Mohamed Kallon 89' |           | Aboubakari Ouédraogo 74' | Asistencia: 1.500 espectadores Árbitro(s): Okoampa | Asistencia: 1.500 espectadores Árbitro(s): Okoampa |

| 18 de enero de 1996 | Argelia             | 2:0 (1:0) | Sierra Leona | Free State Stadium, Bloemfontein                      |                                                       |
|                     | Ali Mecabih 41' 63' |           |              | Asistencia: 1.500 espectadores Árbitro(s): Ian McLeod | Asistencia: 1.500 espectadores Árbitro(s): Ian McLeod |

| 20 de enero de 1996 | Zambia                                                                                | 5:1 (5:0) | Burkina Faso        | Free State Stadium, Bloemfontein                           |                                                            |
|                     | Kenneth Malitoli 18' · Kalusha Bwalya 24', 35' · Dennis Lota 44' · Johnson Bwalya 45' |           | Youssouf Traoré 53' | Asistencia: 2.000 espectadores Árbitro(s): Masayoshi Okada | Asistencia: 2.000 espectadores Árbitro(s): Masayoshi Okada |

| 24 de enero de 1996 | Argelia                              | 2:1 (1:0) | Burkina Faso       | EPRFU Stadium, Port Elizabeth                            |                                                          |
|                     | Khaled Lounici 2' · Billel Dziri 75' |           | Boureima Zongo 83' | Asistencia: 180 espectadores Árbitro(s): Charles Masembe | Asistencia: 180 espectadores Árbitro(s): Charles Masembe |

| 24 de enero de 1996 | Zambia                                          | 4:0 (2:0) | Sierra Leona | Free State Stadium, Bloemfontein                       |                                                        |
|                     | Kalusha Bwalya 2' 9' 84' · Kenneth Malitoli 87' |           |              | Asistencia: 200 espectadores Árbitro(s): Lim Kee Chong | Asistencia: 200 espectadores Árbitro(s): Lim Kee Chong |

### Grupo C
- Nigeria abandonó el torneo. Sus partidos fueron cancelados.

| Pos. | Equipo  | Pts. | PJ | G | E | P | GF | GC | Dif. | Clasificación    |
| ---- | ------- | ---- | -- | - | - | - | -- | -- | ---- | ---------------- |
| 1    | Gabón   | 3    | 2  | 1 | 0 | 1 | 3  | 2  | +1   | Cuartos de final |
| 2    | Zaire   | 3    | 2  | 1 | 0 | 1 | 2  | 2  | 0    | Cuartos de final |
| 3    | Liberia | 3    | 2  | 1 | 0 | 1 | 2  | 3  | −1   |                  |

 Fuente: [cita requerida]
| 16 de enero de 1996 | Gabón         | 1:2 (0:1) | Liberia                                   | Kings Park Stadium, Durban                                   |                                                              |
|                     | Guy Nzeng 59' |           | Kelvin Sebwe 5' (pen.) · Mass Sarr Jr 54' | Asistencia: 5.000 espectadores Árbitro(s): Gamal Al-Ghandour | Asistencia: 5.000 espectadores Árbitro(s): Gamal Al-Ghandour |

| 16 de enero de 1996 | Nigeria | Cancelado | Zaire | Kings Park Stadium, Durban |  |

| 19 de enero de 1996 | Gabón                                          | 2:0 (2:0) | Zaire | Kings Park Stadium, Durban                       |                                                  |
|                     | Brice Mackaya 21' (pen.) · Aurelien Bekogo 34' |           |       | Asistencia: 4.000 espectadores Árbitro(s): Yengo | Asistencia: 4.000 espectadores Árbitro(s): Yengo |

| 19 de enero de 1996 | Nigeria | Cancelado | Liberia | Kings Park Stadium, Durban |  |

| 25 de enero de 1996 | Nigeria | Cancelado | Gabón | Kings Park Stadium, Durban |  |

| 25 de enero de 1996 | Zaire                         | 2:0 (1:0) | Liberia | Estadio Soccer City, Johannesburg                       |                                                         |
|                     | Lukaku 5' (pen.) · Liombi 72' |           |         | Asistencia: 3.000 espectadores Árbitro(s): Said Belqola | Asistencia: 3.000 espectadores Árbitro(s): Said Belqola |

### Grupo D
| Pos. | Equipo          | Pts. | PJ | G | E | P | GF | GC | Dif. | Clasificación    |
| ---- | --------------- | ---- | -- | - | - | - | -- | -- | ---- | ---------------- |
| 1    | Ghana           | 9    | 3  | 3 | 0 | 0 | 6  | 1  | +5   | Cuartos de final |
| 2    | Túnez           | 4    | 3  | 1 | 1 | 1 | 5  | 4  | +1   | Cuartos de final |
| 3    | Costa de Marfil | 3    | 3  | 1 | 0 | 2 | 2  | 5  | −3   |                  |
| 4    | Mozambique      | 1    | 3  | 0 | 1 | 2 | 1  | 4  | −3   |                  |

 Fuente: [cita requerida]
| 14 de enero de 1996 | Ghana                 | 2:0 (1:0) | Costa de Marfil | EPRFU Stadium, Port Elizabeth                              |                                                            |
|                     | Yeboah 20' · Pelé 70' |           |                 | Asistencia: 8.000 espectadores Árbitro(s): Masayoshi Okada | Asistencia: 8.000 espectadores Árbitro(s): Masayoshi Okada |

| 16 de enero de 1996 | Túnez            | 1:1 (1:1) | Mozambique | EPRFU Stadium, Port Elizabeth                              |                                                            |
|                     | Ben Rekhissa 24' |           | Bucane 4'  | Asistencia: 1.000 espectadores Árbitro(s): Charles Masembe | Asistencia: 1.000 espectadores Árbitro(s): Charles Masembe |

| 19 de enero de 1996 | Ghana                  | 2:1 (0:0) | Túnez          | EPRFU Stadium, Port Elizabeth                               |                                                             |
|                     | Pelé 50' · Akonnor 77' |           | Ben Younes 72' | Asistencia: 1.000 espectadores Árbitro(s): Petros Mathabela | Asistencia: 1.000 espectadores Árbitro(s): Petros Mathabela |

| 21 de enero de 1996 | Costa de Marfil | 1:0 (1:0) | Mozambique | EPRFU Stadium, Port Elizabeth                              |                                                            |
|                     | Tiehi 32'       |           |            | Asistencia: 500 espectadores Árbitro(s): Gamal Al-Ghandour | Asistencia: 500 espectadores Árbitro(s): Gamal Al-Ghandour |

| 25 de enero de 1996 | Túnez                               | 3:1 (2:0) | Costa de Marfil | EPRFU Stadium, Port Elizabeth                                  |                                                                |
|                     | Ben Younes 32' 38' · Ben Hassen 48' |           | Traore 57'      | Asistencia: 1.000 espectadores Árbitro(s): Sidi Bekaye Magassa | Asistencia: 1.000 espectadores Árbitro(s): Sidi Bekaye Magassa |

| 25 de enero de 1996 | Ghana                  | 2:0 (1:0) | Mozambique | EPRFU Stadium, Port Elizabeth                          |                                                        |
|                     | Pelé 42' · Aboagye 68' |           |            | Asistencia: 3.500 espectadores Árbitro(s): Ali Bujsaim | Asistencia: 3.500 espectadores Árbitro(s): Ali Bujsaim |

## Segunda fase
|  | Cuartos de final             | Cuartos de final     |                              |        | Semifinales            | Semifinales            |  |  | Final                        | Final |
|  |                              |                      |                              |        |                        |                        |  |  |                              |       |
|  | 27 de enero – Johannesburgo  |                      |                              |        |                        |                        |  |  |                              |       |
|  |                              |                      |                              |        |                        |                        |  |  |                              |       |
|  | Sudáfrica                    | 2                    |                              |        |                        |                        |  |  |                              |       |
|  | Sudáfrica                    | 2                    | 31 de enero – Johannesburgo  |        |                        |                        |  |  |                              |       |
|  | Argelia                      | 1                    |                              |        |                        |                        |  |  |                              |       |
|  | Argelia                      | 1                    | Sudáfrica                    | 3      |                        |                        |  |  |                              |       |
|  | 28 de enero – Port Elizabeth |                      | Sudáfrica                    | 3      |                        |                        |  |  |                              |       |
|  |                              | Ghana                | 0                            |        |                        |                        |  |  |                              |       |
|  | Ghana                        | Ghana                | 0                            | 1      |                        |                        |  |  |                              |       |
|  | Ghana                        |                      | 3 de febrero – Johannesburgo | 1      |                        |                        |  |  |                              |       |
|  | Zaire                        | 0                    |                              |        |                        |                        |  |  |                              |       |
|  | Zaire                        | 0                    | Sudáfrica                    | 2      |                        |                        |  |  |                              |       |
|  | 27 de enero – Bloemfontein   |                      | Sudáfrica                    | 2      |                        |                        |  |  |                              |       |
|  |                              | Túnez                | 0                            |        |                        |                        |  |  |                              |       |
|  | Zambia                       | Túnez                | 0                            | 3      |                        |                        |  |  |                              |       |
|  | Zambia                       | 31 de enero – Durban |                              | 3      |                        |                        |  |  |                              |       |
|  | Egipto                       | 1                    |                              |        |                        |                        |  |  |                              |       |
|  | Egipto                       | 1                    | Zambia                       | 2      | Tercer y cuarto puesto | Tercer y cuarto puesto |  |  |                              |       |
|  | 28 de enero – Durban         |                      | Zambia                       | 2      | Tercer y cuarto puesto | Tercer y cuarto puesto |  |  |                              |       |
|  |                              | Túnez                | 4                            |        |                        |                        |  |  |                              |       |
|  | Gabón                        | Túnez                | 4                            | 1 (1)  | Ghana                  | 0                      |  |  |                              |       |
|  | Gabón                        |                      |                              | 1 (1)  | Ghana                  | 0                      |  |  |                              |       |
|  | Túnez                        | 1 (4)                |                              | Zambia | 1                      |                        |  |  |                              |       |
|  | Túnez                        | 1 (4)                |                              |        | 1                      |                        |  |  |                              |       |
|  |                              |                      |                              |        |                        |                        |  |  | 3 de febrero – Johannesburgo |       |
|  |                              |                      |                              |        |                        |                        |  |  |                              |       |

### Cuartos de final
| 27 de enero de 1996 | Sudáfrica              | 2:1 (0:0) | Argelia    | Estadio Soccer City, Johannesburgo                            |                                                               |
|                     | Fish 72' · Moshoeu 85' |           | Lazizi 84' | Asistencia: 80.000 espectadores Árbitro(s): Gamal Ali Bujsaim | Asistencia: 80.000 espectadores Árbitro(s): Gamal Ali Bujsaim |

| 27 de enero de 1996 | Zambia                             | 3:1 (0:1) | Egipto      | Free State Stadium, Bloemfontein                           |                                                            |
|                     | Litana 58' · Mutale 65' · Lota 76' |           | Kamouna 43' | Asistencia: 8.500 espectadores Árbitro(s): Charles Masembe | Asistencia: 8.500 espectadores Árbitro(s): Charles Masembe |

| 28 de enero de 1996 | Gabón                               | 1:1 (1:1) (t. s.)(1:4 p.)  | Túnez                                    | Kings Park Stadium, Durban                               |                                                          |
|                     | Mackaya 16'                         |                            | Beya 10'                                 | Asistencia: 4.000 espectadores Árbitro(s): Lim Kee Chong | Asistencia: 4.000 espectadores Árbitro(s): Lim Kee Chong |
|                     |                                     | Tiros desde el punto penal |                                          |                                                          |                                                          |
|                     | Mackaya · Kassa-Ngoma · Bekogo-Zogo |                            | Sellimi · Fekih · Ben Slimane · El Ouaer |                                                          |                                                          |

| 28 de enero de 1996 | Ghana      | 1:0 (1:0) | Zaire | EPRFU Stadium, Port Elizabeth                                  |                                                                |
|                     | Yeboah 22' |           |       | Asistencia: 8.000 espectadores Árbitro(s): Sidi Bekaye Magassa | Asistencia: 8.000 espectadores Árbitro(s): Sidi Bekaye Magassa |

### Semifinales
| 31 de enero de 1996 | Sudáfrica                      | 3:0 (1:0) | Ghana | Estadio Soccer City, Johannesburgo                            |                                                               |
|                     | Moshoeu 22' 87' · Bartlett 46' |           |       | Asistencia: 75.000 espectadores Árbitro(s): Gamal Al-Ghandour | Asistencia: 75.000 espectadores Árbitro(s): Gamal Al-Ghandour |

| 31 de enero de 1996 | Zambia                | 2:4 (0:2) | Túnez                                             | Estadio Kings Park, Durban                                    |                                                               |
|                     | Lota 68' · Makasa 90' |           | Sellimi 16' 85' (pen.) · Beya 20' · Ghodhbane 47' | Asistencia: 5.000 espectadores Árbitro(s): Lucien Bouchardeau | Asistencia: 5.000 espectadores Árbitro(s): Lucien Bouchardeau |

### Tercer lugar
| 3 de febrero de 1996 | Ghana | 0:1 (0:0) | Zambia        | Estadio Soccer City, Johannesburgo                     |                                                        |
|                      |       |           | J. Bwalya 51' | Asistencia: 80.000 espectadores Árbitro(s): Omer Yengo | Asistencia: 80.000 espectadores Árbitro(s): Omer Yengo |

### Final
| 3 de febrero de 1996 | Sudáfrica         | 2:0 (0:0) | Túnez | Estadio Soccer City, Johannesburgo                          |                                                             |
|                      | Williams 73', 75' |           |       | Asistencia: 80.000 espectadores Árbitro(s): Charles Masembe | Asistencia: 80.000 espectadores Árbitro(s): Charles Masembe |

|                               |
| Bandera de Sudáfrica          |
| Campeón Sudáfrica 1.er título |

## Goleadores
5 goles
- Kalusha Bwalya

4 goles
- John Moshoeu
- Mark Williams

3 goles
- Abedi Pele
- Ahmed El-Kass
- Imed Ben Younes
- Dennis Lota

2 goles
- Ali Meçabih
- Quinzinho
- François Omam-Biyik
- Brice Mackaya
- Tony Yeboah
- Zoubeir Baya
- Adel Sellimi
- Johnson Bwalya
- Kenneth Malitoli

1 gol
- Billel Dziri
- Tarek Lazizi
- Khaled Lounici
- Joni
- Paulão
- Aboubakari Ouédraogo
- Youssouf Traoré
- Boureima Zongo
- Georges Mouyémé
- Alphonse Tchami
- Joël Tiéhi
- Moussa Traoré
- Samir Ibrahim
- Ali Maher
- Aurelien Bekogo
- Guy Nzeng
- Felix Aboagye
- Charles Akonnor
- Kwame Ayew
- Mass Sarr Jr.
- Kelvin Sebwe
- Tico-Tico
- Mohamed Kallon
- John Gbassay Sessay
- Shaun Bartlett
- Mark Fish
- Phil Masinga
- Abdelkader Ben Hassen
- Hédi Berkhissa
- Kaies Ghodhbane
- Yves Essende-Liombi
- Roger Lukaku
- Elijah Litana
- Hillary Makasa
- Vincent Mutale

Autogol
- Hélder Vicente (ante Camerún)

## Equipo Ideal
- Guardameta:  Chokri El Ouaer
- Defensas:  Yasser Radwan,  Mark Fish,  Elijah Litana,  Isaac Asare
- Centrocampistas:  Zoubeir Baya,  Hazem Emam,  Abedi Pele,  Mark Williams
- Delanteros:  Kalusha Bwalya,  Tony Yeboah